# 松巴得拉縣
松巴得拉縣（英語：Sonbhadra district）是印度的一個縣，位於該國北部，由北方邦負責管轄，面積6,788平方公里，識字率為66.18%，2011年人口1,862,612，人口密度為每平方公里274人。

## 外部連結
- 官方网站
- uponline official website （页面存档备份，存于）

24°41′23″N 83°3′55″E / 24.68972°N 83.06528°E